# 砂利採取場
砂利採取場（じゃりさいしゅじょう）は、砂利を採取するために露天掘りを行なっている場所。砂利採取場は、地下水面が高い、川の流れる谷に位置し、砂利を採取した跡には自然に水が溜まり、池や湖が形成されることが多い。使われなくなった砂利採取場の跡は、自然保護区やウォータースポーツのためのアメニティ区域になったり、埋立地やウォーキングの場とされることがよくある。さらに、イギリスの場合、コイなど淡水魚の雑魚釣りを楽しむこと場所とされることも多い。砂利は砂とともに、コンクリート、骨材、その他の工業鉱物として利用される。

デンマーク、アンス（英語版）近郊の砂利採取場のパノラマ。

## 日本
日本では、砂利採取法（昭和 43年法律 74号）が砂利採取について規定している。同法に基づいて登録された砂利採取業者が、砂利採取場ごとに砂利採取計画を立てて都道府県知事の認可を受け、砂利採取を行うことになっている。
明治以降、コンクリートの普及によって砂利に対する需要が拡大し、河川砂利の採掘が各地で行われた。その後は、河川砂利の乱掘が治水上の悪影響を生み始めたため、1968年に砂利採取法が全面改正されて河川砂利の採取が制限されるようになり、その後は、山砂利、陸砂利と呼ばれる河川敷以外の場所から採取される砂利の量が増加した。
砂利採取の跡地が土砂等によって埋め戻された場合は、農地や宅地として利用される例もあるが、このような土地は、地震の際に液状化を引き起こしやすいものと考えられている。
また、ゴミの埋立処分場として砂利採取場跡を利用することもある。さらに、メガソーラーの要地となっている例もある。

## ギャラリー

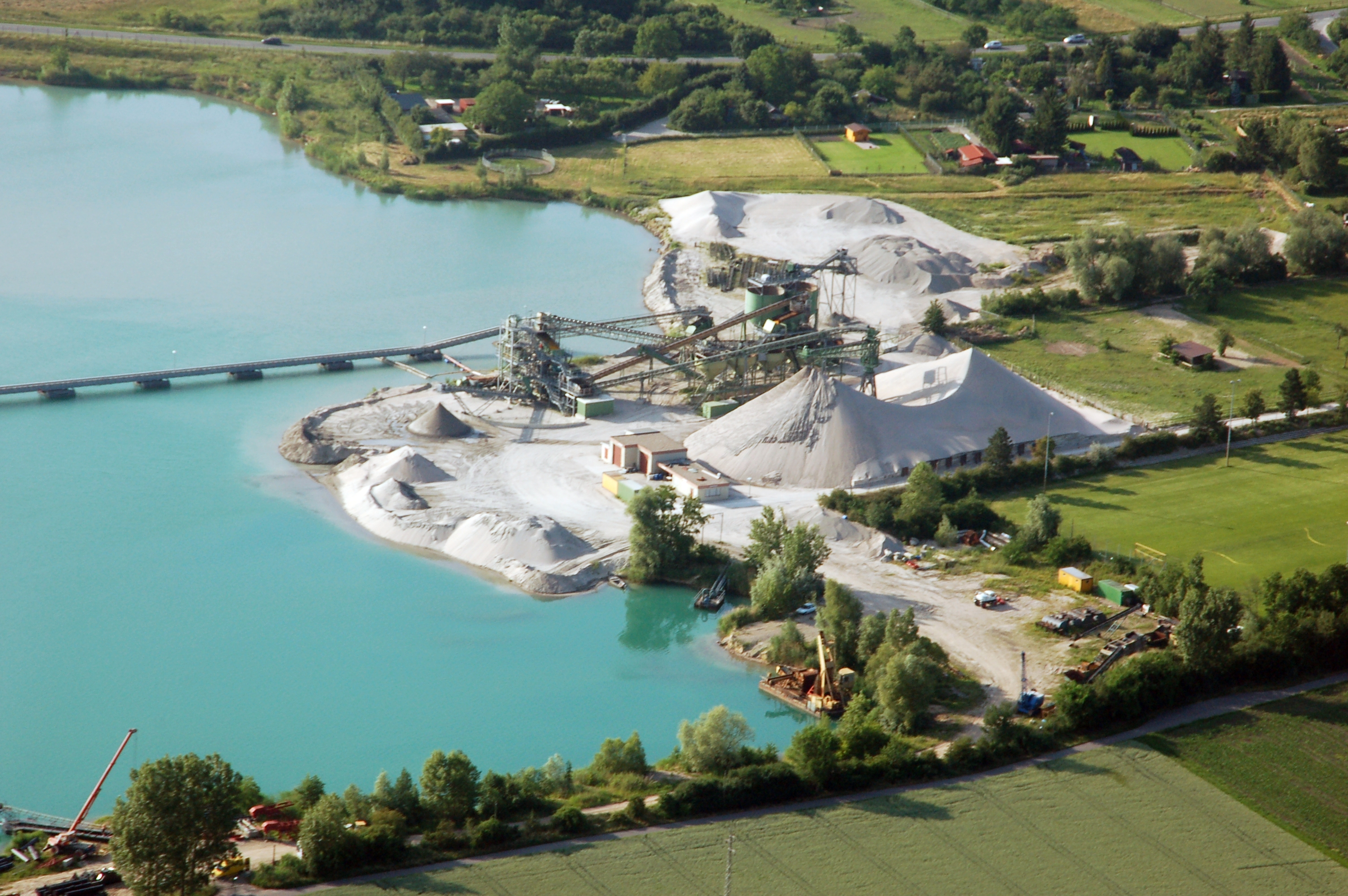
ドイツの砂利採取場。
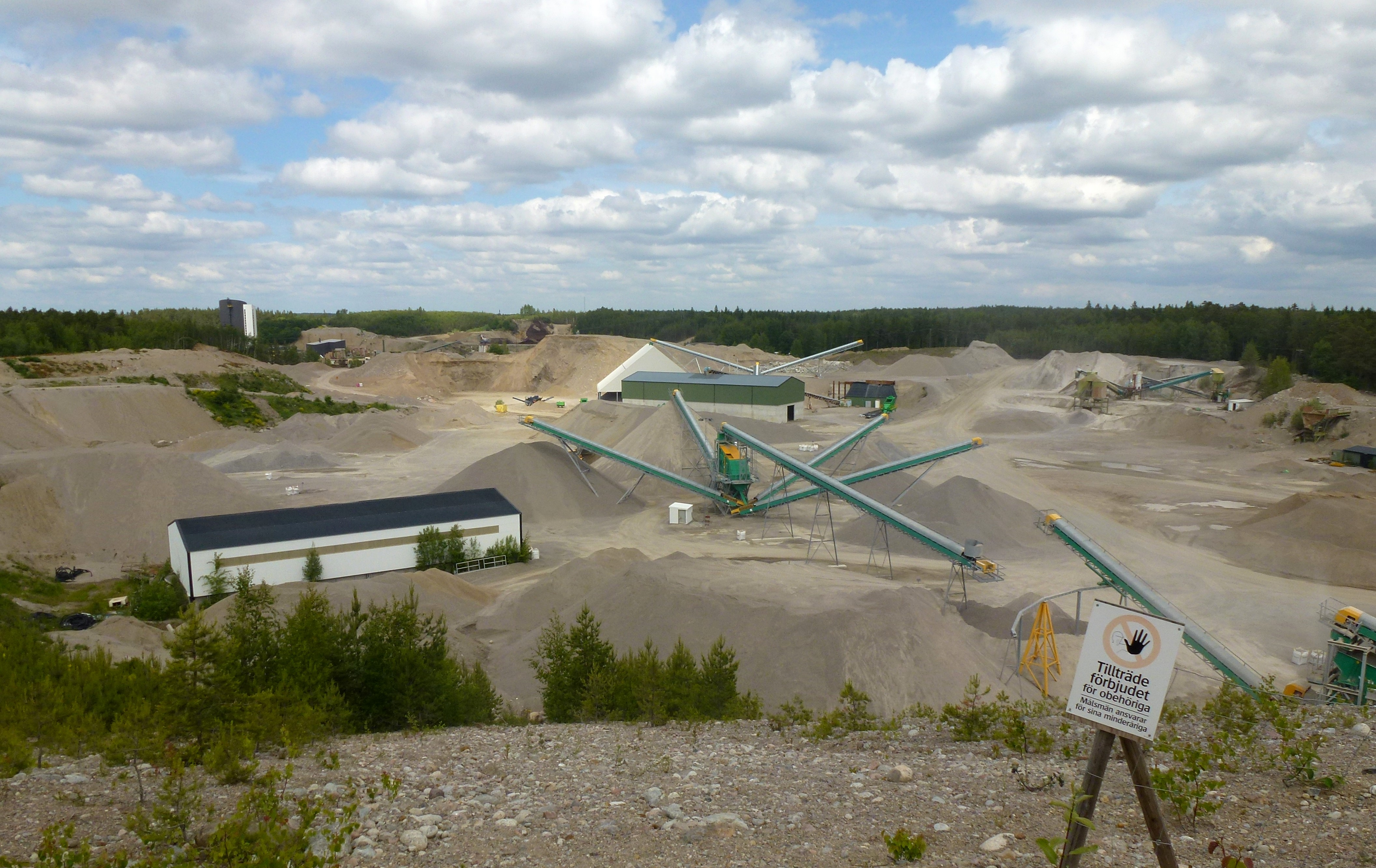
スウェーデン南東部、ウプサラオーセン（スウェーデン語版）の一部であるトゥリンゲオーセン（スウェーデン語版）の砂利採取場。
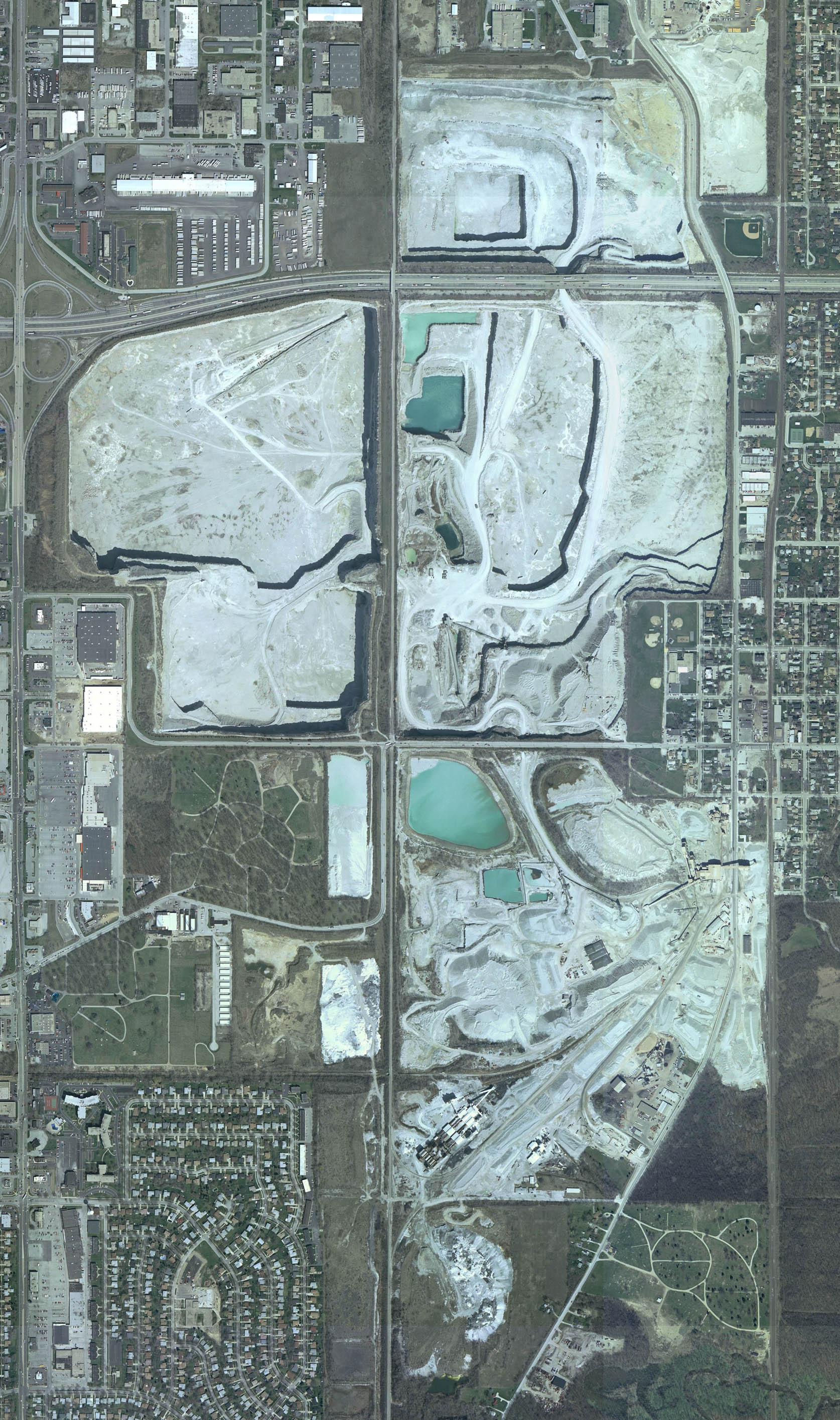
アメリカ合衆国シカゴ近郊、ソーントン採石場（英語版）の俯瞰。
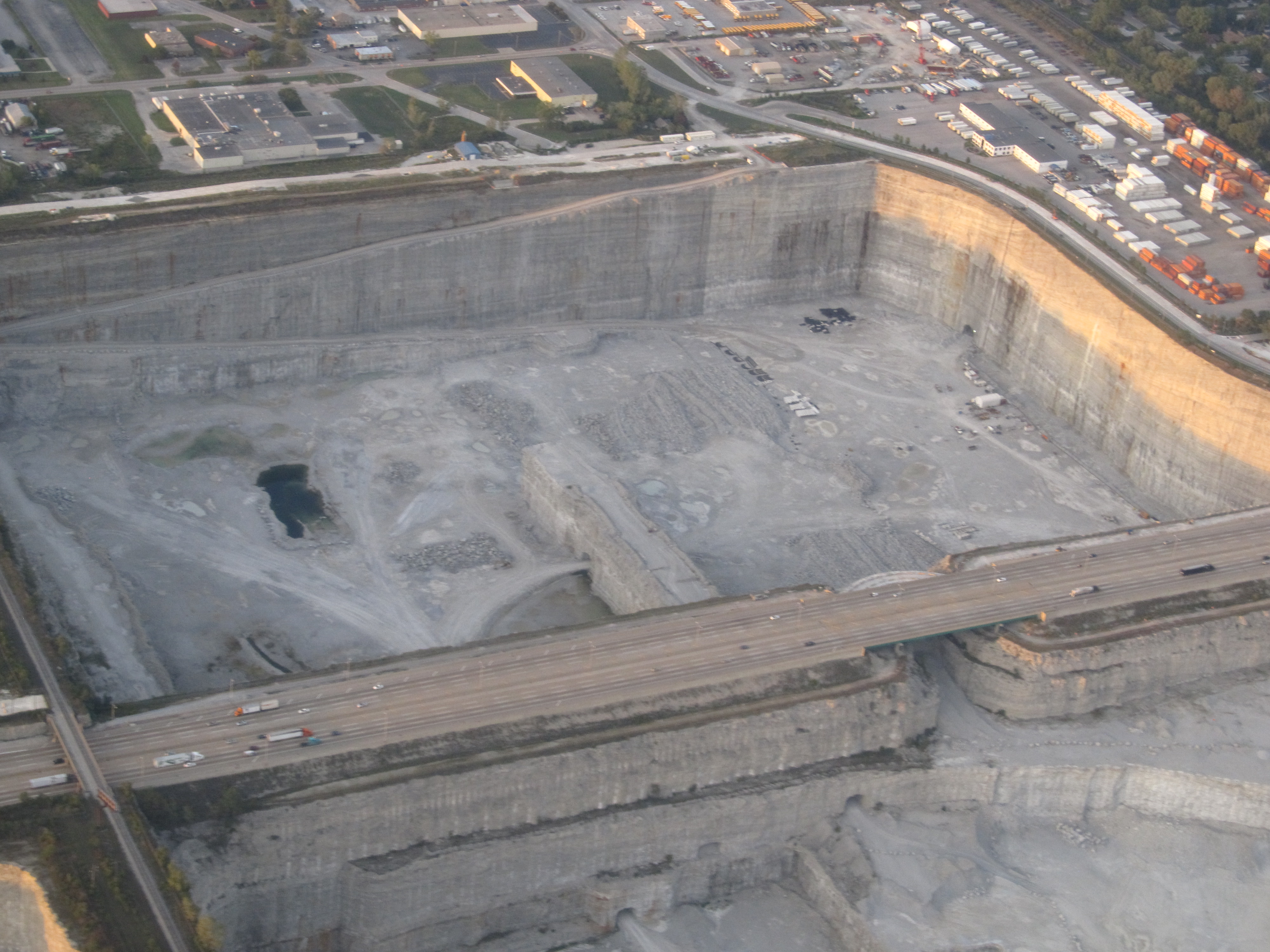
州間高速道路80号線/州間高速道路294号線（英語版）/3州有料道路 (Tri-State Tollway)が横断するソーントン採石場。